# Russell Van Hout
Russell Van Hout (Adelaide, 15 juni 1976) is een Australisch voormalig wielrenner.

## Belangrijkste overwinningen
2002
- 1e etappe Ronde van Tasmanië
- 6e etappe Ronde van Tasmanië

2003
- Proloog Ronde van Griekenland
- 2e etappe Ronde van Midden-Brabant

2006
- South Australian Open Road Championships
- Australisch kampioenschap op de weg, Elite
- 4e etappe Tour Down Under

## Grote rondes
| Jaar | Ronde van Italië | Ronde van Frankrijk | Ronde van Spanje |
| ---- | ---------------- | ------------------- | ---------------- |
| 2000 |                  |                     |                  |
| 2001 |                  |                     |                  |
| 2002 |                  |                     |                  |
| 2003 |                  |                     |                  |
| 2004 | 134e             |                     |                  |
| 2005 | 153e (laatste)   |                     |                  |

## Ploegen
- 2000-Aguardiente Néctar-Selle Italia
- 2001-Selle Italia-Pacific
- 2002-Colombia-Selle Italia
- 2003-Colombia-Selle Italia (tot 01/02)
- 2003-Maestro-Nella (vanaf 02/04 tot 06/04)
- 2003-AXA Cycling Team (vanaf 17/05)
- 2004-Colombia-Selle Italia
- 2005-Colombia-Selle Italia
- 2006-Savings & Loans Cycling Team
- 2007-Savings & Loans Cycling Team
- 2008-Savings & Loans Cycling Team
- 2009-Savings & Loans Cycling Team